# Andrej Imrich

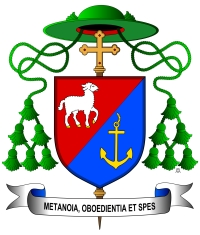
Znak Andreje Imricha

Andrej Imrich (* 9. ledna 1948, Mníšek nad Popradom) je slovenský římskokatolický kněz, bývalý pomocný biskup spišské diecéze a jeden ze dvou jejích generálních vikářů.
Kněžské svěcení přijal 8. června 1974. Od roku 1989 dosud působí jako generální vikář spišské diecéze (v současnosti společně s Antonem Tyrolem); v roce 1992 jej papež Jan Pavel II. navíc jmenoval pomocným biskupem této diecéze a titulárním biskupem tituliánským.
Dne 15. října 2015 přijal papež František jeho rezignaci.